# Adidas Brazuca
Adidas Brazuca — футбольний м'яч, створений компанією «Adidas» для чемпіонату світу 2014 року, який пройде в Бразилії.

## Назва
Назву м'яча було оголошено 2 вересня 2012. Вона вибрана в ході голосування, в якому брало участь більше мільйона бразильців. Всього на вибір було запропоновано три назви: Brazuca (77.8% голосів), Carnavalesca (14.6% голосів) і Bossa Nova (7.6% голосів). Це перший в історії досвід, коли назва м'яча для чемпіонату світу з футболу вибрали самі фанати. Словом brazuca бразильці називають самих себе — це неформальне, доброзичливе q позитивне вираження з деякою часткою патріотизму.

## Вартість
Ціна м'яча становить близько $160, а мініверсія та репліка — від $13. Вартість усіх версій оцінюється у $650 мільйонів.